# Liste du patrimoine immobilier classé de Viroinval
Cette page regroupe l'ensemble du patrimoine immobilier classé de la commune belge de Viroinval.
| Objet | Année de construction / Architecte | Adresse           | Section communale  | Coordonnées                      | Numéro d’inventaire | Illustration |
| --- | ---------------------------------- | ----------------- | ------------------ | -------------------------------- | ------------------- | --- |
| Le site formé par la Roche à Lomme, la Montagne-au-Buis et le Tienne au Pauquis |                                    |                   | Dourbes            | 50° 05′ 23″ nord, 4° 32′ 27″ est | 93090-CLT-0004-01   | Image manquanteTéléverser |
| Église Saint-Servais à Dourbes (M) ainsi que l'ensemble formé par ladite église, le cimetière qui l'entoure et son mur de clôture (S)                                                                 |                                    | Dourbes           |                    | 50° 05′ 19″ nord, 4° 35′ 36″ est | 93090-CLT-0006-01   | Église Saint-Servais à Dourbes (M) ainsi que l'ensemble formé par ladite église, le cimetière qui l'entoure et son mur de clôture (S)                                                                 |
| Ancien château du Pont d'Avignon, à Nismes |                                    | Nismes            |                    | 50° 04′ 27″ nord, 4° 32′ 48″ est | 93090-CLT-0009-01   | Ancien château du Pont d'Avignon, à Nismes |
| Chapelle Saint-Joseph, à Viroinval (M) ainsi que l'ensemble formé par cet édifice et ses abords (S)                                                                                                   |                                    | Viroinval         |                    | 50° 03′ 49″ nord, 4° 33′ 06″ est | 93090-CLT-0011-01   | Image manquanteTéléverser |
| Maison des Baillis, à Nismes |                                    | Nismes            |                    | 50° 04′ 27″ nord, 4° 32′ 49″ est | 93090-CLT-0012-01   | Maison des Baillis, à Nismes |
| La chapelle Saint-Roch à Nismes |                                    | rue de la Station | Nismes             | 50° 04′ 45″ nord, 4° 33′ 00″ est | 93090-CLT-0013-01   | Image manquanteTéléverser |
| Vallée du Viroin |                                    |                   | Mazée              | 50° 04′ 25″ nord, 4° 38′ 07″ est | 93090-CLT-0016-01   | Vallée du Viroin |
| Chapelle Saint-Roch à Mazée (M) ainsi que l'ensemble formé par cet édifice et ses abords (S) |                                    | Mazée             |                    | 50° 06′ 09″ nord, 4° 42′ 13″ est | 93090-CLT-0017-01   | Chapelle Saint-Roch à Mazée (M) ainsi que l'ensemble formé par cet édifice et ses abords (S) |
| Totalité du vieux Lavoir, à Vierves (M) ainsi que l'ensemble formé par celui-ci, la chapelle et le triangle de terrain boisé (S)                                                                      |                                    | Vierves           | Vierves-sur-Viroin | 50° 04′ 49″ nord, 4° 37′ 54″ est | 93090-CLT-0018-01   | Image manquanteTéléverser |
| La ferme-château ainsi que le mur extérieur en moellons de calcaire, sis à Treignes (M) et l'ensemble formé par cette ferme et ses abords (S)                                                         |                                    | Treignes          | Treignes           | 50° 05′ 35″ nord, 4° 40′ 11″ est | 93090-CLT-0019-01   | La ferme-château ainsi que le mur extérieur en moellons de calcaire, sis à Treignes (M) et l'ensemble formé par cette ferme et ses abords (S)                                                         |
| Totalité du corps de logis et du donjon de la ferme-château de Treignes |                                    |                   | Treignes           | 50° 05′ 35″ nord, 4° 40′ 11″ est | 93090-CLT-0020-01   | Totalité du corps de logis et du donjon de la ferme-château de Treignes |
| Le Fond du Ry à Treignes |                                    | Treignes          | Treignes           | 50° 05′ 39″ nord, 4° 40′ 13″ est | 93090-CLT-0021-01   | Image manquanteTéléverser |
| Le vieux pont sur le Viroin, à Treignes (M) ainsi que l'ensemble formé par ce pont et les terrains environnants, à savoir la rivière et ses berges sur une centaine de mètres en amont et en aval (S) |                                    | Treignes          | Treignes           | 50° 05′ 28″ nord, 4° 40′ 13″ est | 93090-CLT-0022-01   | Le vieux pont sur le Viroin, à Treignes (M) ainsi que l'ensemble formé par ce pont et les terrains environnants, à savoir la rivière et ses berges sur une centaine de mètres en amont et en aval (S) |
| Ensemble formé par le site du Walleu, à Dourbes |                                    | Dourbes           | Dourbes            | 50° 04′ 36″ nord, 4° 34′ 52″ est | 93090-CLT-0023-01   | Image manquanteTéléverser |
| Ensemble formé par le Fondry des Chiens et la pelouse calcaire du Tienne Sainte-Anne qui le jouxte |                                    |                   |                    | 50° 04′ 02″ nord, 4° 33′ 13″ est | 93090-CLT-0024-01   | Ensemble formé par le Fondry des Chiens et la pelouse calcaire du Tienne Sainte-Anne qui le jouxte |
| Site formé par la Roche à Lomme, la Montagne-au-Buis et le Tienne au Pauquis |                                    |                   |                    | 50° 05′ 23″ nord, 4° 32′ 27″ est | 93090-PEX-0001-01   | Image manquanteTéléverser |
| Ensemble formé par le Fondry des Chiens et la pelouse calcaire du Tienne Sainte-Anne qui le jouxte |                                    |                   |                    | 50° 04′ 02″ nord, 4° 33′ 13″ est | 93090-PEX-0002-01   | Ensemble formé par le Fondry des Chiens et la pelouse calcaire du Tienne Sainte-Anne qui le jouxte |